# Francesco Maria Grimaldi

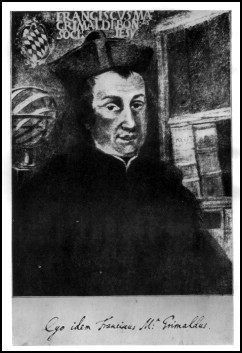

Francesco Maria Grimaldi (* 2. April 1618 in Bologna; † 28. Dezember 1663 ebenda) war ein italienischer Jesuit, Physiker, Mathematiker und Astronom.
Grimaldi trat 1632 dem Jesuitenorden bei, promovierte 1647 in Theologie und wurde 1651 zum Priester geweiht. Er lehrte am Jesuitenkolleg in Bologna.

## Physiker
Grimaldi beobachtete verschiedene Farben bei der Brechung von Licht an einem Prisma. Er untersuchte auch das Verhalten von Licht an einem Spalt und prägte den Begriff Beugung oder Diffraktion. Er beobachtete und beschrieb auch das Phänomen der Interferenz. In seinem in Bologna veröffentlichten Traktat „De lumine“ beschrieb Grimaldi als erster Physiker das Licht als Welle. Seine grundlegenden Arbeiten in der Optik bildeten die Basis für genauere Untersuchungen, die viel später von Physikern wie Isaac Newton, Christiaan Huygens, Thomas Young oder Augustin Jean Fresnel angestellt wurden und seine Vermutungen bestätigen und schließlich theoretisch erklären konnten.

## Astronom
Außerdem beschäftigte Grimaldi sich mit der Selenographie. Nach Beobachtungen mit dem Teleskop versuchte er möglichst genaue Mondkarten zu zeichnen. 1651 veröffentlichte sein Lehrer Giovanni Riccioli eine seiner Mondkarten in dem mehrbändigen Werk Almagestum novum astronomiam veterem novamque complectens observationibus aliorum et propriis novisque theorematibus, problematibus ac tabulis promotam. Diese Mondkarte ist unter anderem deshalb so bemerkenswert, da die Mondstrukturen Namen erhielten, die größtenteils noch heute gültig sind. So wurden markante Punkte auf dem Mond nach berühmten Astronomen, Wissenschaftlern und Philosophen benannt, die hellen Bereiche wurden als Terrae (Plural von lateinisch terra, „Land“), die dunklen Bereiche (in der Annahme von Wasser) als Maria (Plural von lateinisch mare, „Meer“) bezeichnet. Allerdings war Grimaldis Mondkarte nicht so genau und detailliert wie die in der bereits von Johannes Hevelius 1647 publizierten Selenographia sive Lunae Descriptio.

## Namensgeber
Zu Ehren von Francesco M. Grimaldi wurden zwei Mondstrukturen nach ihm benannt:
- der Grimaldi-Krater mit den Koordinaten 5° 30' Süd / 68° 18' West und einem mittleren Durchmesser von 172 km; die Benennung erfolgte durch die Internationale Astronomische Union (IAU) im Jahre 1935;
- die Grimaldi-Rillen (Rimae Grimaldi) mit den Koordinaten 9° 00' Süd / 64° 00' West und einem mittleren Durchmesser von 230 km; die Benennung erfolgte durch die IAU im Jahre 1964 nach dem benachbarten Krater.

Benannt wurde nach ihm auch ein Asteroid: (129743) Grimaldi. Die Benennung erfolgte am 28. Juli 2021.

## Publikation (Auswahl)
- Francesco Maria Grimaldi: Physicomathesis de lumine, coloribus, et iride, aliisque annexis. Bologna 1665 (Latein, archive.org).